# Kevin Hart (baseball)
Pour les articles homonymes, voir Hart.
Kevin Richard Hart, né le 29 décembre 1982, à Cleveland (Ohio), est un joueur américain de baseball évoluant en Ligue majeure au poste de lanceur de 2007 à 2009. 

## Carrière
Après des études secondaires à la Jesuit Prep High School de Dallas (Texas), Kevin Hart suit des études supérieures au Navarro College pendant deux ans, puis à l'Université du Maryland, où il porte les couleurs des Maryland Terrapins de 2003 à 2004.
Hart est repêché le 7 juin 2004 par les Orioles de Baltimore au onzième tour de sélection. Il signe son premier contrat professionnel le 29 juin 2004.
Encore joueur de Ligues mineures, Hart est transféré chez les Cubs de Chicago le 7 décembre 2006 à l'occasion d'un échange en retour de Freddie Bynum.
Il fait ses débuts en Ligue majeure le 4 septembre 2007 avec les Cubs, et fait même une apparition en séries éliminatoires. Au bâton, il réussit son premier coup sûr au plus haut niveau le 19 juillet 2009.
Hart rejoint les Pirates de Pittsburgh le 30 juillet 2009 à l'occasion de l'échange qui envoie aussi Jose Ascanio et Josh Harrison aux Pirates en retour de John Grabow et Tom Gorzelanny. Il subit une opération chirurgicale début mai 2010 et manque la totalité de la saison.

## Statistiques
| Saison | Équipe       | G  | GS | CG | SHO | V | D  | SV | IP    | SO | ERA  |
| ------ | ------------ | -- | -- | -- | --- | - | -- | -- | ----- | -- | ---- |
| 2007   | Chicago Cubs | 8  | 0  | 0  | 0   | 0 | 0  | 0  | 11.0  | 13 | 0,82 |
| 2008   | Chicago Cubs | 21 | 0  | 0  | 0   | 2 | 2  | 0  | 27.2  | 23 | 6,51 |
| 2009   | Chicago Cubs | 8  | 4  | 0  | 0   | 3 | 1  | 0  | 27.2  | 13 | 2,60 |
| 2009   | Pittsburgh   | 10 | 10 | 0  | 0   | 1 | 8  | 0  | 53.1  | 39 | 6,92 |
| Totaux | Totaux       | 47 | 14 | 0  | 0   | 6 | 11 | 0  | 119.2 | 88 | 5,26 |

| Saison | Équipe       | G | GS | CG | SHO | V | D | SV | IP  | SO | ERA   |
| ------ | ------------ | - | -- | -- | --- | - | - | -- | --- | -- | ----- |
| 2007   | Chicago Cubs | 1 | 0  | 0  | 0   | 0 | 0 | 0  | 1.0 | 2  | 18,00 |
| Totaux | Totaux       | 1 | 0  | 0  | 0   | 0 | 0 | 0  | 1.0 | 2  | 18,00 |

Note : G = Matches joués ; GS = Matches comme lanceur partant ; CG = Matches complets ; SHO = Blanchissages ; 
V = Victoires ; D = Défaites ; SV = Sauvetages ; IP = Manches lancées ; SO = Retraits sur des prises ; ERA = Moyenne de points mérités.